# 秘戯書争奪
『秘戯書争奪』（ひぎしょそうだつ）は、山田風太郎の時代小説。1968年に発表された忍法帖シリーズの第21長編。『週刊新潮』1968年2月23日号から10月12日号号まで『秘書』の題名で連載された。

## 物語
世継ぎがいない13代将軍・徳川家定。老中阿部伊勢守は、性生活の秘書「医心方（いしんぼう）房内篇（ぼうないへん）」を盗み、将軍の男性機能を改善しようと考える。朝廷に仕える典薬頭（てんやくのかみ）半井出雲守が秘蔵する秘書「医心方房内篇」。蘭医の弟子と7人の甲賀くノ一、半井家の娘と7人の伊賀忍者。両陣営による秘書争奪戦が始まる。

## 登場人物

### 医学生
- 丹波 陽馬（たんば ようま） - 漢方医多紀楽真院法印の甥。蘭医伊東玄朴の弟子。
- 雪羽（ゆきは） - 蘭医伊東玄朴の弟子。半井出雲守広明の娘。

### 甲賀くノ一
- お遊（おゆう） - 武家娘姿。
- お扇（おせん） - 鳥追い姿。
- お茅（おかや） - 巫女姿。男性恐怖症。
- お篠（おしの） - 風車売りの姿。
- お琴（おこと）- 女飴売り姿。
- お藍（おあい） - 巡礼姿。半白痴の美女。
- お筆（おふで） - 人形つかいの姿。

### 伊賀忍者
- 狩川 仁右衛門（かりかわ にえもん） - 中年の武士姿。二刀流使い。
- 木ノ目 軍記（きのめ ぐんき） - 学者風の雲水姿。淫学坊とも呼ばれる。
- 麻打 助十郎（あさうち すけじゅうろう） - 六部姿の色男。
- 釜戸 朱膳（かまど しゅぜん） - 山伏姿。巨漢。
- 山寺 杏兵衛（やまでら きょうべえ） - 浪人姿。太っている。
- 烏頭坂 天八（うずざか てんぱち） - はだしの願人坊主姿。
- 俎 墨之介（まないた すみのすけ） - 手ぐるま売り姿の美少年。女性恐怖症。

## 目録
1.  将軍萎ゆ
2.  千年前の房術書
3.  陽馬と雪羽
4.  彼と七人のくノ一
5.  妖の宮
6.  彼女と七人の伊賀者
7.  最初の接触
8.  前戯
9.  山に蝉泣き猿笑う
10. 網うち心形刀流
11. 杉に蝶舞い蚕巻く
12. うらなみ心形刀流
13. 可笑しい地獄
14. 扇鋏にながれ鞠
15. 破れ扇心形刀流
16. 海に馬駆け鴎飛ぶ
17. 断臂心形刀流
18. 忍びの君子 ● 忍びの苦行者
19. 短い足を切った章魚
20. 堕天の夏
21. 十字止め心形刀流
22. 河に猿泣き馬揺らぐ
23. 二河白道
24. 夕に死すとも可なり
25. 足淫
26. 断鬼交
27. 異次元同志
28. 夢のかよい路
29. 幻闘
30. 秘書献上始末

## 映像化
1993年、キングレコードで『くノ一忍法帖III　秘戯伝説の怪』としてオリジナルビデオドラマ化されている